# Sorang sompeng
Sorang sompeng – alfabet sylabiczny opracowany w 1936 roku przez przywódcę niechrześcijańskich Sorów, Mangei Gomango dla indyjskiego języka sora. W celu promocji tego alfabetu założył on nawet organizację religijną skupioną wokół kultu Akszara Brahmy (Boga Pisma). Pismo to jest do tej pory wykorzystywane w szkolnictwie i różnych publikacjach.